# Salsipuedes (ort i Argentina)
Salsipuedes är en ort i Argentina.   Den ligger i provinsen Córdoba, i den centrala delen av landet, 700 km nordväst om huvudstaden Buenos Aires. Salsipuedes ligger 739 meter över havet och antalet invånare är 6 411.
Terrängen runt Salsipuedes är platt åt sydost, men åt nordväst är den kuperad. Närmaste större samhälle är Villa Allende, 17,5 km söder om Salsipuedes.
Trakten runt Salsipuedes består i huvudsak av gräsmarker. Runt Salsipuedes är det ganska tätbefolkat, med 86 invånare per kvadratkilometer.